# Juazeiro SC
Juazeiro SC is een Braziliaanse voetbalclub uit Juazeiro in de staat Bahia.

## Geschiedenis
De club werd opgericht in 1995 en speelde van 1997 tot 2008 in de hoogste klasse van het Campeonato Baiano. In 2011 keerde de club terug en bleef er tot 2014. Intussen was ook de in 2006 opgerichte stadsrivaal Juazeirense met succes opgeklommen tot in de hoogste klasse. In 2015 miste de club op een haar na de promotie. In 2016 werd de club zelfs laatste en nam in 2017 niet deel aan de competitie. Pas in 2022 speelde de club opnieuw in de tweede klasse. 